# Werner Kukelski
Werner Kukelski (* 14. Juli 1920 in Berlin; † 22. August 1995 ebenda) war ein deutscher Geheimdienstler der DDR-Staatssicherheit (Oberstleutnant MfS). Er war erster Leiter der Abteilung IV (Spionageabwehr) des MfS.

## Leben
Kukelski besuchte in Berlin die Volksschule. 1932 trat er dem Kommunistischen Jugendverband Deutschlands bei. Zwischen 1935 und 1936 arbeitete er als Hotelpage und nahm anschließend eine Lehre als Schlosser auf. In diesem Beruf arbeitete er bis 1945, wurde jedoch zwischendurch 1941/42 dienstverpflichtet.
Nach dem Krieg trat Kukelski 1945 der KPD bei und wurde nach der Zwangsvereinigung von SPD und KPD 1946 Mitglied der SED. Er arbeitete zunächst als Schlosser, später im Betriebsschutz der Buna-Werke. 1946 wurde er bei der Polizei Merseburg angestellt. 1948 übernahm er die Leitung der Kripo Torgau. 1949 folgte die Einstellung beim Stasi-Vorläufer Hauptverwaltung zum Schutz der Volkswirtschaft, wo er im Mai 1950 die Leitung der Abteilung IV (Spionageabwehr) übernahm. Schon im November 1950 wurde er jedoch zum stellvertretender Leiter degradiert, sein Nachfolger wurde Paul Rumpelt. Ab 1953 arbeitete er im Rang eines Oberstleutnants als Leiter der Abteilung 4 in der neugegründeten Hauptabteilung II (Spionageabwehr). Diese war zuständig für die Abwehr westdeutscher Geheimdienste. Infolge einer Disziplinarstrafe wurde Kukelski 1956 als Referatsleiter in der HA I (Militärabwehr) versetzt. Von 1959 bis 1962 arbeitete er als Offizier im besonderen Einsatz (OibE) im Ministerium für Nationale Verteidigung (MfNV). Dort war er Leiter der Abteilung Operativ und stellvertretender Leiter der Verwaltung 15 (Vorbereitung von Sabotageakten). 1961 wurde er wieder in den Rang eines Oberstleutnants befördert und ein Jahr später ins MfS zurück versetzt. Dort übernahm er die Leitung der Abteilung IV/2, später war er Abteilungsleiter in der Arbeitsgruppe für militärische Spezialkräfte des Ministers für Staatssicherheit. Ein 1964 begonnenes Fernstudium an der Hochschule des Ministeriums für Staatssicherheit schloss er 1969 als Diplom-Jurist ab. 1977 wurde Kukelski entlassen und lebte bis zu seinem Tod 1995 als Rentner in Berlin. In den 1990er Jahren wurde gegen ihn ermittelt (Entführungen aus West-Berlin in den 1950er-Jahren), er verstarb jedoch vor Erhebung der Anklage. Er wurde auf dem Friedhof Kaulsdorf beigesetzt.

## Auszeichnungen
- 1975 Vaterländischer Verdienstorden in Bronze